# Silivri
Silivri ist eine Stadtgemeinde (Belediye) im gleichnamigen Ilçe (Landkreis) der Provinz Istanbul in der türkischen Marmararegion und gleichzeitig ein Stadtbezirk der 1984 gebildeten Büyükşehir belediyesi İstanbul (Großstadtgemeinde/Metropolprovinz). Silivri liegt auf der europäischen Seite von Istanbul und ist seit der Gebietsreform ab 2013 flächen- und einwohnermäßig identisch mit dem Landkreis.

## Geografie
Der Kreis/Stadtbezirk ist der westlichste der Türkei. Er grenzt im Westen an Tekirdağ, im Norden und Osten an Çatalca, im Südosten an Büyükçekmece. Im Süden bildet die etwa 30 km lange Küste zum Marmarameer eine natürliche Grenze. Silivri verzeichnet einen moderaten Bevölkerungsanstieg und belegt seit drei Jahren Rang 35 (von 39) in der Liste der bevölkerungsreichsten Kreise/Stadtbezirke.

## Verwaltung
Silivri wurde 1928 durch das Gesetz Nr. 1282 (erschienen im Amtsblatt 900 vom 28. Mai 1928) von Kreis (Kaza) Çatalca abgetrennt. Zur ersten Volkszählung danach (Oktober 1935) hatte der neue Kreis eine Bevölkerung von 22.790 Einwohnern (auf 735 km² Fläche) in 24 Dörfern.
(Bis) Ende 2012 bestand der Landkreis aus der Kreisstadt und 13 Dörfern (Köy), die im Zuge der Verwaltungsreform 2013/2014 in Mahalle (Stadtviertel/Ortsteile) überführt wurden. Sie wurden den bereits bestehenden Mahalle der Kreisstadt hinzugefügt, so dass deren Anzahl auf 35 anstieg. Ihnen steht ein Muhtar als oberster Beamter vor.
Ende 2020 lebten durchschnittlich 5.720 Menschen in jedem Mahalle, 40.698 Einw. im bevölkerungsreichsten (Yeni Mah.).

## Bevölkerung
Die linke Tabelle zeigt die Ergebnisse der Volkszählungen, die E-Books der Originaldokumente entnommen wurden. Diese können nach Suchdateneingabe von der Bibliotheksseite des TÜIK heruntergeladen werden.
Die rechte Tabelle zeigt die Bevölkerungsfortschreibung des Kreises/Stadtbezirks Şile. Die Daten wurden durch Abfrage über das MEDAS-System des Türkischen Statistikinstituts TÜIK nach Auswahl des Jahres und der Region ermittelt.

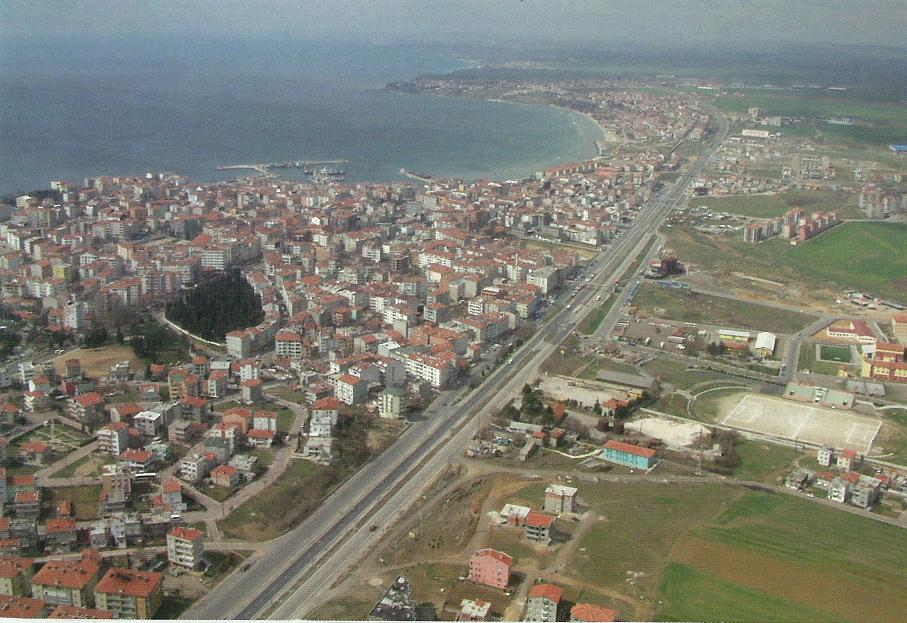
Stadtansicht

| Volkszählungsergebnisse | Volkszählungsergebnisse | Volkszählungsergebnisse | Volkszählungsergebnisse |
| Jahr                    | Landkreis               | Kreisstadt              | Ländlicher Anteil (%)   |
| ----------------------- | ----------------------- | ----------------------- | ----------------------- |
| 1935                    | 22.790                  | 03.632                  | 84,06                   |
| 1940                    | 24.583                  | 03.437                  | 86,02                   |
| 1945                    | 26.426                  | 04.129                  | 84,38                   |
| 1950                    | 28.328                  | 04.164                  | 85,30                   |
| 1955                    | 28.588                  | 04.611                  | 83,87                   |
| 1960                    | 33.231                  | 04.949                  | 85,11                   |
| 1965                    | 35.380                  | 06.114                  | 82,72                   |
| 1970                    | 37.443                  | 07.528                  | 79,89                   |
| 1975                    | 40.106                  | 08.525                  | 78,74                   |
| 1980                    | 53.032                  | 13.763                  | 74,05                   |
| 1985                    | 55.625                  | 15.767                  | 71,65                   |
| 1990                    | 77.599                  | 26.049                  | 66,43                   |
| 2000                    | 108.155                 | 44.530                  | 58,83                   |

| Fortschreibungsergebnisse | Fortschreibungsergebnisse | Fortschreibungsergebnisse | Fortschreibungsergebnisse                             |
| Jahr                      | Landkreis                 | Kreisstadt                | Ländlicher Anteil (%)                                 |
| ------------------------- | ------------------------- | ------------------------- | ----------------------------------------------------- |
| 2007                      | 125.364                   | 062.247                   | 50,35                                                 |
| 2008                      | 124.601                   | 111.636                   | 10,41                                                 |
| 2009                      | 134.660                   | 121.961                   | 09,43                                                 |
| 2010                      | 138.797                   | 126.218                   | 09,06                                                 |
| 2011                      | 144.781                   | 132.264                   | 08,65                                                 |
| 2012                      | 150.183                   | 137.861                   | 08,20                                                 |
| 2013                      | 155.923                   | 155.923                   | Die Dörfer wurden aufgelöst und in Mahalle überführt. |
| 2014                      | 161.165                   | 161.165                   | Die Dörfer wurden aufgelöst und in Mahalle überführt. |
| 2015                      | 165.084                   | 165.084                   | Die Dörfer wurden aufgelöst und in Mahalle überführt. |
| 2016                      | 170.523                   | 170.523                   | Die Dörfer wurden aufgelöst und in Mahalle überführt. |
| 2017                      | 180.524                   | 180.524                   | Die Dörfer wurden aufgelöst und in Mahalle überführt. |
| 2018                      | 187.621                   | 187.621                   | Die Dörfer wurden aufgelöst und in Mahalle überführt. |
| 2019                      | 193.680                   | 193.680                   | Die Dörfer wurden aufgelöst und in Mahalle überführt. |
| 2020                      | 200.215                   | 200.215                   | Die Dörfer wurden aufgelöst und in Mahalle überführt. |

## Geschichte
In archaischer Zeit wurde die Siedlung unter dem Namen Selymbria (gr. Σηλυμβρία) von Dorern besiedelt. Um 500 v. Chr. wird Selymbria Teil des Achämenidenreiches. 341 v. Chr. fiel der Ort an König Philipp II. von Makedonien. 200 v. Chr. ließen sich dort die keltischen Galater nieder.  Als Teil Thrakiens wurde die Stadt spätestens um 46 n. Chr. wie ganz Thrakien Teil des Römischen Reichs. Nach dessen endgültiger Teilung 395 gehörte Selymbria dann zum Byzantinischen Reich. Der Stadtname wurde von Kaiser Arcadius (377–408, Kaiser ab 395), nach seiner Frau Aelia Eudoxia zeitweilig in Eudoxiopolis geändert. 447 wurde die Stadt von den Hunnen geplündert und wurde bis ins 9. Jahrhundert wiederholt während Belagerungen Konstantinopels in Mitleidenschaft gezogen. 805 wurde Selymbria Teil des Bulgarischen Reiches. 812 eroberten die Byzantiner Selymbria zurück. Im 10. Jahrhundert war Selymbria Sitz eines Erzbischofs. Auf das Erzbistum geht das Titularbistum Selymbria der römisch-katholischen Kirche zurück.
1399 wurde Selymbria erstmals osmanisch, wurde aber 1403 wieder an die Byzantiner zurückgegeben. Unmittelbar nach dem Fall Konstantinopels im Mai 1453 kapitulierte auch Selymbria und fiel erneut unter osmanische Herrschaft.
Im Russisch-Osmanischen Krieg von 1877 wurde Silivri von russischen Truppen besetzt, doch nach dem Krieg wieder osmanisch. Mit Ausbruch der Balkankriege wurde Silivri von 1912 bis Juli 1913 vorübergehend von Bulgarien besetzt. Später wurde Silivri nach Ende des Ersten Weltkrieges zwischen dem 20. Juli 1920 und dem 22. Oktober 1922 von griechischen Truppen besetzt. Den griechischen Truppen folgten dann für ganze acht Tage italienische Truppen. Seit 1924 ist Silivri Teil der Türkischen Republik.
2008 wurde der Campus der Strafvollzugsanstalten Silivri als Europas größte Gefängnisanlage errichtet.

## Sehenswürdigkeiten
Silivri liegt an der Hauptstraße von İstanbul nach Tekirdağ an der Küste des Marmarameeres. Die Küste um Silivri ist mit Istanbuler Wochenendhäusern bebaut.
In Silivri begann die byzantinische Mauer des Anastasios I. (491–518 n. Chr.), welche ungefähr bis Kıyıköy am Schwarzen Meer reichte. Teile der Mauer sind erhalten.
Die in Silivri vor dem Ersten Weltkrieg noch sichtbaren Reste der byzantinischen Bischofskirche von Selymbria, die von Friedrich Schrader beschrieben und fotografiert worden sind, sind inzwischen abgetragen worden und verschwunden.
Seit einigen Jahren wird die Promenade renoviert, auf der sich hauptsächlich Fischrestaurants befinden. Sie hat sich mittlerweile zu einem belebten Platz der Stadt entwickelt.

## Persönlichkeiten
- Nektarios von der Pentapolis (1846–1920), griechisch-orthodoxer Bischof und Heiliger
- Rupen Sevag (1885–1915), Schriftsteller und Opfer des Völkermords an den Armeniern
- Mihri Belli (1916–2011), Politiker und Schriftsteller
- Uğur Dündar (* 1943), Journalist
- Alper Tezcan (* 1980), ehemaliger Profifußballspieler.
- Aykut Sevim (* 1991), Fußballspieler
- Hüseyin Tokmak (* 1994), Fußballer